# Garrulus lanceolatus

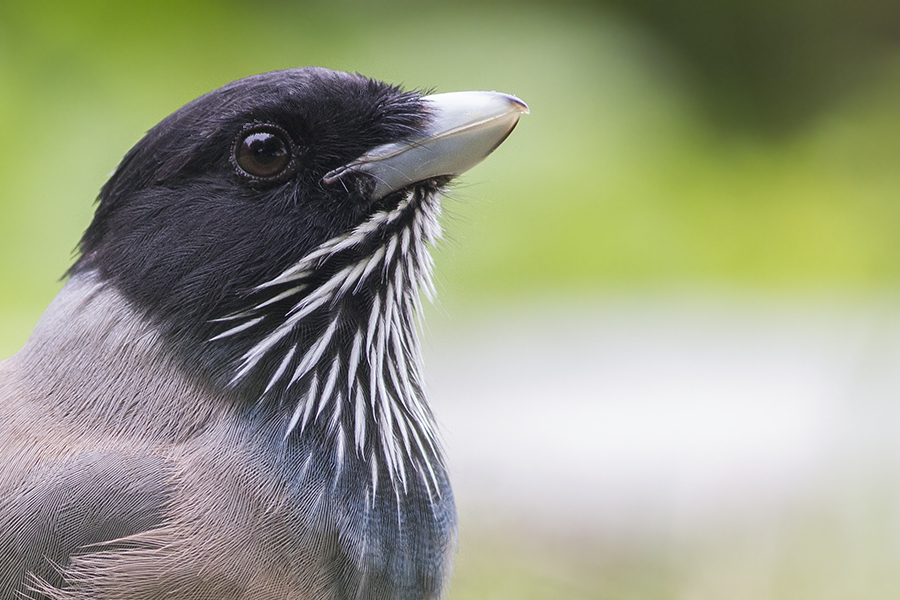
Garrulus lanceolatus de Pangot, Uttarakhand, India en una zona a unos 2100 m de elevación.

El arrendajo cabecinegro (Garrulus lanceolatus) es una especie de ave paseriforme de la familia Corvidae propia del Himalaya y sus estribaciones. Su tamaño es casi el mismo de su pariente el arrendajo euroasiático, aunque un poco más delgado aunque su pico es levemente más corto y más grueso. La parte superior de su cabeza es negra, su cresta es un poco más obvia y su cola es más larga.
Habita en las montañas de Asia, desde el este de Afganistán, por el Himalaya de la India, Nepal y Bután. Prefiere las zonas boscosas con grandes claros abiertos. También se puede observar en zonas cultivadas y aun cerca de villas siempre que haya árboles y arbustos en las inmediaciones.
Se alimenta en el terreno y en los árboles, y consume los mismos tipos de plantas e insectos que su pariente, incluidos huevos y pichones, y basura cerca de zonas habitadas.
Anida en árboles y arbustos. Por lo general pone de 3 a 5 huevos que incuba durante 16 días. Ambos padres alimentan a los pichones.
Su canto es muy similar al de su pariente y su llamada es un largo y fuerte graznido con largas pausas intercaladas.

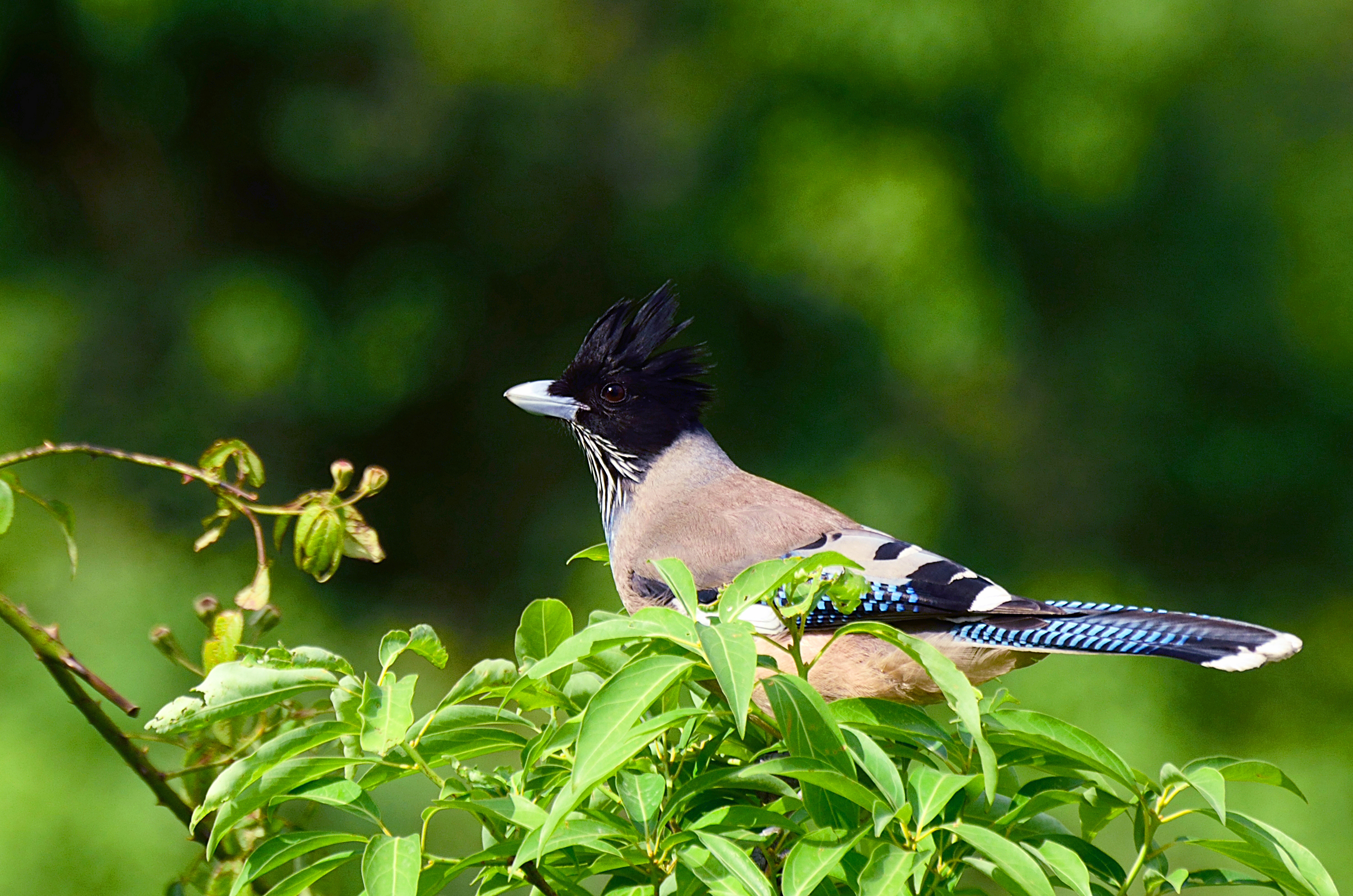
Arrendajo cabecinegro cerca del templo Gallu en Himachal.